# Mahidolia paucipora
Mahidolia paucipora là một loài cá biển thuộc chi Mahidolia trong họ Cá bống trắng. Loài cá này được mô tả lần đầu tiên vào năm 2019.

## Từ nguyên
Từ định danh paucipora được ghép bởi hai âm tiết trong tiếng Latinh: tiền tố pauci (“ít, vài”) và pora (tính từ của porus, “lỗ”), hàm ý đề cập đến số lượng các lỗ ống cảm giác ở đầu (cephalic sensory-canal) ít hơn so với Mahidolia mystacina.

## Phân bố và môi trường sống
M. paucipora là loài thứ hai được biết đến trong chi, sau M. mystacina, mặc dù M. mystacina được cho là bao gồm nhiều loài ẩn sinh (cryptic species). Hiện M. paucipora chỉ được ghi nhận tại vịnh Milne của Papua New Guinea.
M. paucipora dược thu thập và quan sát trên nền đáy bùn cát và đá vụn ở độ sâu khoảng 14,5–27 m.

## Mô tả
Chiều dài cơ thể lớn nhất được ghi nhận ở M. paucipora là 2,3 cm. Loài này có màu trắng với năm sọc nâu. Vây lưng trước chủ yếu màu trắng với một đốm đen viền trắng rất lớn ở cuối.
Số gai vây lưng: 7; Số tia vây lưng: 10; Số gai vây hậu môn: 1; Số tia vây hậu môn: 8–9; Số gai vây bụng: 1; Số tia vây bụng: 5; Số tia vây ngực: 15–16.

## Sinh thái
M. paucipora sống cộng sinh trong hang với tôm gõ mõ Alpheus.